# کواک یون-گی
کواک یون-گی (انگلیسی: Kwak Yoon-gy؛ زادهٔ ۲۶ دسامبر ۱۹۸۹) اسکیت‌باز سرعت اهل کره جنوبی است.
از افتخارات وی می‌توان به کسب مدال نقره در بازی‌های المپیک زمستانی ۲۰۱۰ اشاره‌کرد.